# 흡착

흡착(吸着)은 물체의 계면에서 농도가 주위보다 증가하는 현상이다. 반대로 흡착하고 있던 물질이 계면에서 떠나지는 현상을 탈착(脫着)이라고 부른다.
표면에서 가스흡착은 20세기 초부터 보고되었고 최근에는 고체표면에 흡착된 얇은 이차원 가스막에 대한 연구가 활발하다. 연구법으로 등온 흡착, 비열측정, scattering법등이 있다.
흡착은 물리적흡착과 화학적흡착으로 나뉘는데, 물리적 흡착은 주로 피흡착 분자와 흡착제 표면을 구성하고 있는 원자 사이의 Van der Waals force나 정전기력에 기인하는 약한 상호 작용력에 의한 결합이다.
흡착과정은 발열현상이다. 이 이유로 흡착은 낮은 온도에서 더 활발히 일어난다.